# V361 Hydrae
V361 Hydrae är en pulserande blå subdvärg av V361 Hydrae-typ (V361HYA) i stjärnbilden Vattenormen. Den är prototypstjärna för en grupp av subdvärgs-variabler som pulserar med korta perioder, 90-600 sekunder, på grund av stjärntryck utan att uppvisa längre perioder av pulserande på grund av gravitationskrafter.
V361 Hydrae har visuell magnitud +15,28 och varierar i amplitud med 0,1 magnituder utan någon fastställd periodicitet.